# The Operation M.D.
The Operation M.D. (раніше називалась просто The Operation) — група складається з Доктора Динаміту (англ. Dr. Dynamite) (Коун з Sum 41) та Доктора Рокко (англ. Dr. Rocco, Тодд Морс із H2O). Дебютний альбом групи «We Have an Emergency» випущено в лютому 2007 року лейблом Aquarius Records. Першим синглом групи стала пісня «Sayonara», кліп на яку зняв Стів Джокс із Sum 41. Пізніше вийшов кліп «Someone Like You».

## Історія
Якось за пляшкою пива у Тодда Морса (H2O) та Джейсона МакКесліна (Sum 41) виникла ідея створити сторонній проєкт та творити експериментально (гаражно) панкові речі. Недовго думаючи, хлопці взяли себе псевдоніми Dr.Rocco (Тодд) та Dr.Dynamite (Коун). Ідея отримала назву The Operation (пізніше The Operation M.D.) та в лютому 2007-го, підписавши контракт з звукозаписною студією Aquarius Records, вийшов спочатку сингл «Sayonara», а потім і дебютний альбом «We Have an Emergency» (У нас надзвичайний випадок).
Пізніше був запрошений Стіво 32, барабанщик Sum 41, для зйомок кліпу Sayonara. На знімальному майданчику було дуже весело і панувала атмосфера справжнього панку. За словами Джокса, він давно так не відривався.
Весной того ж року The Operation M.D зняли ще один кліп на пісню Someone Like You. Джокс знова взяв участь в цьому.
Потім Коун вернувся в Sum 41 і вони разом з Дерріком Уіблі та Стівом випустили п'ятий студійний альбом Underclass Hero.
Після того The Operation M.D на певний час відходить в сторону — Sum 41 в підтримку свого нового альбому дають надзвичайно багато концертних турів разом з Pennywise, The Vandals и Bowling For Soup. У Коуна зовсім не вистачає часу на паралельні проєкти.
Потім в березні 2010 року Доктори знову збираються і в травні випускають сингл «Birds + beestings». Паралельно з цим вони приступають до запису нового альбому, який вийшов в червні 2010 року. Називається він «Birds + Bee Stings», плануються зйомки клипу.

## Склад групи
- Тодд Морс (як Доктор Рокко) — вокал, гітара, клавішні
- Джейсон МакКеслін (як Доктор Динамит) — вокал, бас-гітара, клавішні

## Інші учасники групи
(Люди які працювали над альбомом)
- Матт Бранн — ударні
- Dr. Dinero(Стів Джокс)[1] — ударні
- Dr. London(Адам Блейк)[1] — гітара
- Dr. Space[1] — ударні
- Dr. Wo[1] — гітара
- Dr. Simpson[1] — ударні

## Дискографія
- We Have an Emergency (2007) — Aquarius Records
- Birds + Bee Stings (2010)